# فرانك بوي
فرانك بوي (بالإنجليزية: Frank Bowe)‏ هو مدرس أمريكي، ولد في 1947، وتوفي في 21 أغسطس 2007.